# Eupithecia albifusca
Eupithecia albifusca là một loài bướm đêm trong họ Geometridae.